# Episodi di Mako Mermaids - Vita da tritone (prima stagione)
La prima stagione di Mako Mermaids - Vita da tritone, composta da 26 episodi, è stata resa disponibile in streaming online on demand su Netflix il 26 luglio 2013 (i primi 13 episodi) e il 15 settembre 2013 (gli ultimi 13 episodi), con il titolo internazionale di Mako Mermaids e il sottotitolo di An H2O Adventure. I primi 15 episodi sono inoltre trasmessi sul canale australiano Network Ten dal 26 luglio 2013 al 12 gennaio 2014 come Mako: Island of Secrets, mentre i successivi sul canale Eleven.
In Italia la stagione è stata trasmessa in prima visione dal 15 giugno al 20 luglio 2015 su Disney Channel, concludendosi il 20 luglio. In chiaro è stata trasmessa su Rai 4 dal 13 agosto 2015.
| nº | Titolo originale            | Titolo italiano                 | Pubblicazione Australia | Prima TV Italia |
| -- | --------------------------- | ------------------------------- | ----------------------- | --------------- |
| 1  | Outcasts                    | La pozza della luna             | 26 luglio 2013          | 15 giugno 2015  |
| 2  | Getting Legs                | Sirene sulla terra ferma        | 26 luglio 2013          | 16 giugno 2015  |
| 3  | Meeting Rita                | La preside                      | 26 luglio 2013          | 17 giugno 2015  |
| 4  | Lyla Alone                  | Shopping                        | 26 luglio 2013          | 18 giugno 2015  |
| 5  | Blizzard                    | Zac e il campeggio              | 26 luglio 2013          | 19 giugno 2015  |
| 6  | Dolphin Tale                | Uno strano delfino              | 26 luglio 2013          | 22 giugno 2015  |
| 7  | Zac's Pool Party            | Una festa in piscina per Zac    | 26 luglio 2013          | 23 giugno 2015  |
| 8  | Zac's Return to Mako        | Notte di luna piena             | 26 luglio 2013          | 24 giugno 2015  |
| 9  | The Siren                   | Il canto della sirena           | 26 luglio 2013          | 25 giugno 2015  |
| 10 | Zac Returns to Mako         | Zac torna a Mako                | 26 luglio 2013          | 26 giugno 2015  |
| 11 | I Don't Believe in Mermaids | La leggenda del tridente        | 26 luglio 2013          | 29 giugno 2015  |
| 12 | Close Call                  | I bracciali dell'oceano         | 26 luglio 2013          | 30 giugno 2015  |
| 13 | Betrayal                    | L'inganno                       | 26 luglio 2013          | 1º luglio 2015  |
| 14 | Battlelines                 | Il segreto di Rita              | 15 settembre 2013       | 2 luglio 2015   |
| 15 | Sirena's Secret             | Provino di canto                | 15 settembre 2013       | 3 luglio 2015   |
| 16 | Truce                       | Lavoro di squadra               | 15 settembre 2013       | 6 luglio 2015   |
| 17 | Moon Ring 2                 | L'anello del potere             | 15 settembre 2013       | 7 luglio 2015   |
| 18 | The Trident Job             | La festa di Halloween           | 15 settembre 2013       | 8 luglio 2015   |
| 19 | Where's the On Button?      | Il potere del tridente          | 15 settembre 2013       | 9 luglio 2015   |
| 20 | Nowhere to Hide             | Un nascondiglio per il tridente | 15 settembre 2013       | 10 luglio 2015  |
| 21 | Aquata Returns              | Ritorna Aquata                  | 15 settembre 2013       | 13 luglio 2015  |
| 22 | Evie Times Two              | Le due Evie                     | 15 settembre 2013       | 14 luglio 2015  |
| 23 | Zac's Choice                | La scelta di Zac                | 15 settembre 2013       | 15 luglio 2015  |
| 24 | Trust                       | Tra due mondi                   | 15 settembre 2013       | 16 luglio 2015  |
| 25 | Betrayed                    | Il tradimento                   | 15 settembre 2013       | 17 luglio 2015  |
| 26 | Decision Time               | All'ultimo istante              | 15 settembre 2013       | 20 luglio 2015  |

## La pozza della luna
- Titolo originale: Outcasts
- Diretto da: Evan Clarry
- Scritto da: Sam Carroll

### Trama
Sirena, Nixie e Lyla, tre sirene, stanno seguendo una barca con a bordo due ragazzi, Zac e Cam, diretti verso l'isola Mako per campeggiare, con il compito di controllarli durante la cerimonia in onore della luna piena che si terrà quella sera. Quando cala il buio, i ragazzi si accampano in una radura dell'isola, mentre le tre sirene si dirigono alla piscina naturale (che loro chiamano pozza della luna) sotto di essa. Zac si allontana dalla tenda per orinare e, trovata per caso una caverna sopra la piscina naturale, incuriosito preme il tridente scolpito nella pietra e cade nell'acqua proprio mentre la luna piena lo irradia. Le tre, che hanno assistito alla scena, lo portano in spiaggia sperando che non gli sia accaduto nulla.
Il giorno dopo, Zac scopre di aver acquisito la capacità di manipolare l'acqua e cerca, al molo, di dimostrarlo all'amico scettico, ma le tre sirene intervengono di nascosto per obbligare l'acqua a seguire il proprio corso. Accidentalmente, però, Zac cade in acqua e si trasforma in un tritone, mostrandosi poi di fronte a Cam. A Mako, intanto, la sorella di Sirena, Aquata, comunica alle tre ragazze che sono state bandite dall'isola in quanto hanno trascurato i loro doveri, ma prima di separarsi da loro regala alla sorella un anello lunare, capace di catturare la luce della luna per usarla in seguito.
- Altri interpreti: Dominic Deutscher (Cam), Gemma Forsyth (Evie), Rowan Hills (David), Brooke Nichole Lee (Carly), Jenna Rosenow (Aquata), Angelee Snow (Maya)

## Sirene sulla terra ferma
- Titolo originale: Getting Legs
- Diretto da: Evan Clarry
- Scritto da: Anthony Morris

### Trama
Per riunirsi alla comunità delle sirene, Sirena, Lyla e Nixie decidono di provare a privare Zac dei poteri di tritone. Con l'anello lunare di Sirena, le ragazze si fanno spuntare le gambe e si avventurano sulla terraferma per dare inizio al loro compito. Dopo essersi abituate a camminare sulle gambe, cominciano a cercare Zac, trovandolo in spiaggia, dove svolge il suo ruolo di bagnino. Per tutto il giorno, il ragazzo, aiutato da Cam, ha evitato di entrare in acqua per non trasformarsi in tritone, ma, quando una bambina rischia di affogare, si tuffa per salvarla, mettendo in pericolo il proprio segreto. Colpite dal suo gesto generoso, le ragazze iniziano a vacillare nel loro intento.
- Altri interpreti: Dominic Deutscher (Cam), Gemma Forsyth (Evie), Rowan Hills (David), Jonh O'Brien (dottor Blakely), Laura Keneally (signora Blakely), Victor Parascos (Mick), Millicent O'Hara (bambina che nuota), Alexandra McTavish (madre della bambina che nuota), Piper Nairn (bambina al semaforo)

## La preside
- Titolo originale: Meeting Rita
- Diretto da: Evan Clarry
- Scritto da: Max Dann

### Trama
Nel tentativo di catturare Zac nel suo ambiente naturale, Sirena, Lyla e Nixie lo seguono a scuola. Qui fanno accidentalmente saltare in aria la fontana, obbligando Zac a scappare via prima che l'acqua lo bagni. La preside della scuola, Rita Santos, assiste alla scena e confisca l'anello lunare di Sirena. Nel tentativo di riprenderlo, le ragazze scoprono che anche Rita è una sirena.
- Altri interpreti: Dominic Deutscher (Cam), Gemma Forsyth (Evie), Rowan Hills (David), Brooke Lee (Carly), Deshay Padayachey (insegnante di biologia), Kerith Atkinson (Rita)

## Shopping
- Titolo originale: Lyla Alone
- Diretto da: Evan Clarry
- Scritto da: Simon Butters

### Trama
Le ragazze continuano a cercare di integrarsi nel mondo umano, seguendo il consiglio di Rita di comprare vestiti piuttosto che rubarli. Sirena e Nixie si dedicano quindi allo shopping, coinvolgendo Evie, che non manca di notare il loro strano comportamento, mentre Lyla va ad affrontare Zac da sola. Cercando di trasformarlo in un tritone, credendo che così sia più debole, la ragazza cerca di tendere un agguato a Zac con un bicchiere, ma si bagna e resta intrappolata nel freezer dell'Ocean Café nella sua forma di sirena. Sirena e Nixie riescono a salvarla e le tre sirene fanno pace con Rita, che decide di spacciarle per sue nipoti per proteggere la loro identità.
- Altri interpreti: Dominic Deutscher (Cam), Gemma Forsyth (Evie), Rowan Hills (David), Brooke Lee (Carly), Anna Mowry (proprietaria del negozio di scarpe), Jason Wilder (uomo di servizio), Kerith Atkinson (Rita)

## Zac e il campeggio
- Titolo originale: Blizzard
- Diretto da: Evan Clarry
- Scritto da: Sam Carroll

### Trama
La pioggia blocca Lyla e Sirena in casa di Rita. Le due ragazze tentano di usare il potere dell'anello lunare per fermare la precipitazione, ma creano una bufera di neve che provoca loro un'eruzione cutanea. La situazione si complica quando arriva David con una consegna a domicilio dalla caffetteria e, allarmato dalla loro condizione, chiama il dottor Blakely per farle visitare. Nixie, aiutata da Rita, recupera del cavalluccio marino essiccato per guarirle prima che vengano portate in ospedale per le analisi. Intanto, Zac usa i propri poteri per fingere di avere la febbre ed evitare il campeggio annuale con suo padre.
- Altri interpreti: Dominic Deutscher (Cam), Gemma Forsyth (Evie), Rowan Hills (David), Brooke Lee (Carly), Kerith Atkinson (Rita), John O'Brien (dottor Blakely), Laura Keneally (signora Mrs Blakely)

## Uno strano delfino
- Titolo originale: Dolphin Tale
- Diretto da: Evan Clarry
- Scritto da: Chris Roache

### Trama
Le ragazze decidono di diventare amiche di Zac, sperando che racconti loro dei suoi poteri e di poter poi convincerlo a farsi aiutare per rinunciarvi. Nel frattempo, Joe, il fratello di David, compra una barca nuova e decide di portarlo fuori per un giro. Il suo sonar individua una strana creatura marina: si tratta però di Nixie, che viene inseguita da Joe, desideroso di scoprire quale animale sia. Rimasta intrappolata in una rete da pesca sotto un pontile, Nixie viene salvata da Lyla, Sirena e Zac, quest'ultimo convinto che si tratti di un delfino.
- Altri interpreti: Dominic Deutscher (Cam), Gemma Forsyth (Evie), Rowan Hills (David), Brooke Lee (Carly), Kerith Atkinson (Rita), Nick Wright (Joe)

## Una festa in piscina per Zac
- Titolo originale: Zac's Pool Party
- Diretto da: Evan Clarry
- Scritto da: Michael Joshua

### Trama
Evie organizza una festa in piscina per riavvicinarsi a Zac, che le sembra distante, ma il ragazzo rimane per conto suo, non volendo rischiare di avvicinarsi all'acqua. Quando Evie lo vede chiacchierare amichevolmente con Lyla, sospetta che abbia una relazione con lei e chiede spiegazioni a Cam, scatenando una scenata davanti a tutti. Cam, arrabbiato perché deve sempre coprire l'amico, litiga con lui e lo spinge in piscina davanti alle tre sirene, che fingono di scoprire in quel momento il suo segreto e accettano di custodirlo.
- Altri interpreti: Dominic Deutscher (Cam), Gemma Forsyth (Evie), Rowan Hills (David), Brooke Lee (Carly), Kerith Atkinson (Rita), John O'Brien (dottor Blakely), Laura Keneally (signora Mrs Blakely), Emma Wright (Hannah)

## Notte di luna piena
- Titolo originale: Zac's Return to Mako
- Diretto da: Evan Clarry
- Scritto da: Sam Carroll

### Trama
È il primo plenilunio dalla trasformazione di Zac, e Lyla, Nixie e Sirena devono pensare a come tenerlo lontano dalla luce della Luna, convinte che in questo modo potrebbe tornare ad essere un normale essere umano. Nonostante i loro tentativi, Zac viene esposto ai raggi lunari, che lo attirano verso Mako. Le ragazze lo seguono per impedire che trovi la pozza della luna, la cui entrata si chiude prima che Zac possa passare. Il giorno dopo, il ragazzo mostra loro che può ora diventare invisibile.
- Altri interpreti: Dominic Deutscher (Cam), Gemma Forsyth (Evie), Rowan Hills (David), Kerith Atkinson (Rita)

## Il canto della sirena
- Titolo originale: The Siren
- Diretto da: Evan Clarry
- Scritto da: Simon Butters

### Trama
Lyla convince Sirena a cantare a Zac il "canto dell'incanto", cosicché il ragazzo inizi a seguire i loro ordini e decida di rinunciare ai suoi poteri. Per errore, però, è David a sentire la canzone e, infatuato, inizia a seguire Nixie ovunque vada. Mentre quest'ultima lo distrae, Sirena e Lyla cercano sott'acqua una conchiglia il cui suono è capace di rimuovere l'incantesimo. Nel frattempo, Evie è preoccupata per un esame che potrebbe farle ottenere una borsa di studio, e Zac usa i suoi poteri per entrare nell'ufficio di Rita e rubare le domande. La preside, però, se ne accorge e sposta il test per poter cambiare i quesiti.
- Altri interpreti: Dominic Deutscher (Cam), Gemma Forsyth (Evie), Rowan Hills (David), Brooke Lee (Carly), Kerith Atkinson (Rita)

## Zac torna a Mako
- Titolo originale: Zac Returns to Mako
- Diretto da: Evan Clarry
- Scritto da: Chris Roache

### Trama
Zac vuole sapere esattamente com'è diventato un tritone, pertanto parte per Mako con l'intenzione di scoprire la verità. Lyla suggerisce di seguirlo per saperne di più, e di usare l'anello lunare di Sirena per aprire l'ingresso per la grotta situato sulla terraferma, che altrimenti si rivela solo durante la Luna piena. Le amiche, però, rifiutano, così Lyla ruba l'anello lunare di Rita e va sull'isola con Zac. I due individuano l'ingresso, Lyla lo apre, ma restano intrappolati all'interno. Esplorando la caverna, Zac apre un portale e, attraversatolo, raggiunge un reame sottomarino dove individua un tridente che fluttua nell'acqua. L'apertura si chiude dietro di lui, bloccandolo, ma l'arrivo di Sirena e Nixie alla caverna riapre sia il portale che l'ingresso della grotta. Per evitare di rimanere imprigionato un'altra volta, Zac se ne va in fretta senza prendere il tridente.
- Altri interpreti: Rowan Hills (David), Kerith Atkinson (Rita)

## La leggenda del tridente
- Titolo originale: I Don't Believe in Mermaids
- Diretto da: Evan Clarry
- Scritto da: Max Dann

### Trama
Nixie è convinta che non saranno mai in grado di tornare dalle altre sirene e litiga con Sirena e Lyla. Mentre cammina sul molo, incontra un bambino che si rifiuta di partire in barca a vela nel Pacifico del Sud con i suoi genitori e lo convince involontariamente a scappare. Sentendosi in colpa, va a cercarlo e, per convincerlo ad esplorare il mondo, gli rivela di essere una sirena. Gli dà anche una conchiglia decorata da Sirena da buttare nell'oceano, sperando che Aquata la trovi. Intanto, Zac scopre che l'oggetto che ha visto a Mako è un tridente, mentre Rita avverte le ragazze dei poteri distruttivi del manufatto.
- Altri interpreti: Dominic Deutscher (Cam), Gemma Forsyth (Evie), Kerith Atkinson (Rita), Nicholas Hamilton (Ben), Karen Bowen (madre di Ben), Rowan Howard (padre di Ben), Jenna Rosenow (Aquata)

## I bracciali dell'oceano
- Titolo originale: Close Call
- Diretto da: Evan Clarry
- Scritto da: Anthony Morris

### Trama
La determinazione di Zac e la sua curiosità verso il tridente crescono, e Lyla è preoccupata per il potenziale pericolo rappresentato dal manufatto. Nixie e Sirena cominciano a vendere gioielli con conchiglie e perle trovate nel mare per guadagnare denaro, piuttosto che prenderlo in prestito da Rita. Tuttavia, quando Sirena va a recuperare nell'oceano il materiale per i gioielli, Zac intravede la sua coda e si convince di non essere l'unico tritone, nonostante la differenza di colore della coda. Dopo aver sentito da Evie e Cam che esistono delle caverne sottomarine non segnalate sotto Mako, Zac esce a cercarle, mettendo in allerta le sirene, che temono possa trovare l'entrata subacquea alla pozza della luna. Il ragazzo, però, non trova nulla, e si convince di aver visto soltanto un delfino.
- Altri interpreti: Dominic Deutscher (Cam), Gemma Forsyth (Evie), Kerith Atkinson (Rita), Rowan Hills (David), Brooke Lee (Carly)

## L'inganno
- Titolo originale: Betrayal
- Diretto da: Evan Clarry
- Scritto da: Michael Joshua

### Trama
Ritorna la Luna piena, mettendo Zac in condizione di recuperare il tridente. Mentre Nixie vorrebbe lasciarglielo prendere per poi rubarglielo e nasconderlo, Lyla cerca di evitarlo, temendo che possa danneggiarlo o addirittura ucciderlo. Cam scopre che le tre ragazze conoscono il segreto di Zac e lo affronta, rendendosi conto che sta dando troppa fiducia a delle sconosciute, ma l'amico non lo ascolta. La notte, Lyla aiuta Zac a resistere alla Luna, ma Nixie gliela fa vedere apposta e il ragazzo parte per l'isola Mako per prendere il tridente: le ragazze lo seguono anche oltre il portale che porta al reame sottomarino e Zac scopre così la loro identità. Lyla cerca di portargli via il tridente, ma toccandolo lo attiva accidentalmente e il gruppo viene buttato fuori dalla caverna senza il manufatto. Zac si arrabbia con le ragazze perché gli hanno mentito fin dall'inizio e, credendo che stiano cercando di prendere il tridente per se stesse, mette fine alla loro amicizia. Dopo essersi scusato con Cam, Zac è ancora più determinato ad ottenere il tridente.
- Altri interpreti: Dominic Deutscher (Cam), Gemma Forsyth (Evie), Kerith Atkinson (Rita)

## Il segreto di Rita
- Titolo originale: Battlelines
- Diretto da: Grant Brown
- Scritto da: Sam Carroll

### Trama
Dopo aver scoperto il segreto delle ragazze, Zac comincia a chiedersi perché la signora Santos le stia aiutando. Intanto, Rita impartisce alle ragazze delle lezioni su come usare i loro poteri. Durante una riunione genitori-insegnanti, Zac nota quanto sia cauta Rita nei confronti dell'acqua e capisce che anche lei è una sirena, pertanto, prima che la sua identità sia svelata, la donna decide di lasciare la città. Le ragazze sono contrarie e contrattaccano, usando i loro poteri per fare dei dispetti a Zac, facendolo quasi scoprire da Evie. Il ragazzo decide così di non interferire con la vita di Rita.
- Altri interpreti: Dominic Deutscher (Cam), Gemma Forsyth (Evie), Kerith Atkinson (Rita), John O'Brien (dottor Blakely), Laura Keneally (signora Blakely), Catherine Miller (Anna)

## Provino di canto
- Titolo originale: Sirena's Secret
- Diretto da: Grant Brown
- Scritto da: Max Dann

### Trama
Sirena si prepara per un'audizione come cantante all'Ocean Café: accorgendosi che il rapporto tra lei e David continua a crescere, Nixie e Lyla sono preoccupate che l'amica non voglia più tornare al mare. Usando la nuova abilità appresa da Rita, Nixie sabota l'audizione di Sirena manipolando la sua voce e umiliandola davanti a tutti. Zac assiste alla scena e si arrabbia con le ragazze perché, durante il loro sabotaggio, hanno rotto la statuetta che aveva regalato a Evie per il loro mesiversario. Per ripicca, utilizza i suoi poteri per manipolare la voce di Carly, facendo in modo che David scelga lei come cantante. Quando, però, Evie gli racconta che in realtà David voleva cantare con Sirena, Zac si pente di quello che ha fatto e smette di aiutare Carly, che rinuncia al posto come cantante; anche Nixie e Lyla capiscono di aver sbagliato e chiedono scusa all'amica. Tornate alla caffetteria, Sirena e David, dopo essersi dichiarati, si baciano e si esibiscono insieme.
- Altri interpreti: Dominic Deutscher (Cam), Gemma Forsyth (Evie), Kerith Atkinson (Rita), Rowan Hills (David), Brooke Lee (Carly), Emma Wright (Hannah)

## Lavoro di squadra
- Titolo originale: Truce
- Diretto da: Grant Brown
- Scritto da: Chris Roache

### Trama
Cam compra un nuovo cellulare e ne testa la videocamera filmando Zac che nuota in forma di tritone. Poi, alla caffetteria, scatta delle foto a Nixie, infastidendola: la ragazza usa la levitazione per togliergli il cellulare, ma, distratta da Carly, perde il controllo e l'oggetto schizza via, perdendosi nel locale. Zac, Cam e le sirene sono costretti a stipulare una tregua per trovare il cellulare prima che qualcuno veda il video di Zac. Nel processo, Cam e Nixie si avvicinano. Dopo aver trovato e fulminato il telefonino, Zac chiarisce che, nonostante la momentanea alleanza, non è cambiato nulla tra lui e le sirene.
- Altri interpreti: Dominic Deutscher (Cam), Kerith Atkinson (Rita), Rowan Hills (David), Brooke Lee (Carly), Greg Richardson (poliziotto)

## L'anello del potere
- Titolo originale: Moon Ring 2
- Diretto da: Grant Brown
- Scritto da: Anthony Morris

### Trama
Zac trova un anello sul fondo dell'oceano e lo regala a Evie, ma Sirena si accorge che si tratta di un anello lunare. Le ragazze avvertono Zac dei grandi poteri dell'oggetto e lo convincono a farselo restituire da Evie. Zac, comunque, non si fida di loro e non ha intenzione di consegnarglielo. Il ragazzo, Evie, Cam e Rita partecipano ad un pranzo organizzato dai genitori di Zac e le sirene si imbucano alla festa per recuperare l'anello. Zac riesce a impossessarsene per primo, ma, mentre le sirene cercano di rubarglielo, Rita viene accidentalmente colpita dal potere dell'oggetto e sviene. Lyla riesce a prendere l'anello e le sirene portano Rita nell'oceano per farle riprendere i sensi prima che gli ospiti del pranzo si accorgano di cosa sta succedendo.
- Altri interpreti: Dominic Deutscher (Cam), Gemma Forsyth (Evie), Kerith Atkinson (Rita), Rowan Hills (David), Brooke Lee (Carly), John O'Brien (dottor Blakely), Laura Keneally (signora Blakely)

## La festa di Halloween
- Titolo originale: The Trident Job
- Diretto da: Grant Brown
- Scritto da: Michael Joshua

### Trama
È la notte del plenilunio, e Cam e Zac ideano un piano per prendere il tridente. Tuttavia, siccome quella stessa sera Zac deve partecipare alla festa di Halloween con Evie, deve anche capire come andarsene dall'Ocean Café senza insospettirla. Sirena, Lyla e Nixie si offrono volontarie per lavorare alla festa e poterlo tenere d'occhio. Quando sorge la Luna, Zac riesce a resistere al suo richiamo e a mantenere il controllo sulle proprie azioni. Andatosene di nascosto dalla festa, si dirige a Mako, inseguito dalle sirene. Grazie all'aiuto di Cam, che si traveste facendosi passare per lui, riesce ad eluderle e ad entrare in possesso del tridente.
- Altri interpreti: Dominic Deutscher (Cam), Gemma Forsyth (Evie), Kerith Atkinson (Rita), Rowan Hills (David), Brooke Lee (Carly), Matthew Gardener (bassista), Alastair Wuth (tastierista), Alastair Page (batterista)

## Il potere del tridente
- Titolo originale: Where's the On Button?
- Diretto da: Grant Brown
- Scritto da: Justin Gillmer

### Trama
Pur avendo preso il tridente, Zac non sa come attivarlo. Resosi conto che Rita potrebbe sapere qualcosa, convince Evie e David ad andare insieme a casa sua ad intervistarla per la rivista della scuola. Durante l'intervista, Evie si accorge che Rita e le ragazze le stanno nascondendo qualcosa e inizia a fare domande in proposito. Zac, per evitare che scopra la verità, la interrompe bruscamente. Mentre David fotografa Rita e le ragazze, Zac rovista in casa e scopre la caverna segreta. In seguito, vi si introduce tramite l'accesso sottomarino con il tridente per esplorarla meglio. Le sirene affrontano Zac nella grotta e caricano inavvertitamente il tridente con l'anello lunare di Sirena. Zac scappa e torna a casa per sperimentare i poteri dell'oggetto.
- Altri interpreti: Dominic Deutscher (Cam), Gemma Forsyth (Evie), Kerith Atkinson (Rita), Rowan Hills (David), John O'Brien (dottor Blakely)

## Un nascondiglio per il tridente
- Titolo originale: Nowhere to Hide
- Diretto da: Grant Brown
- Scritto da: Sam Carroll

### Trama
Zac nasconde il tridente nell'armadietto di scuola, sperando di tenerlo al sicuro dalle sirene. Queste, però, iniziano a cercarlo. Rita discute con Zac del tridente, raccontandogli che non è solo un'arma e che deve riportarlo all'isola Mako. Tuttavia, il suo rifiuto di approfondire la questione fa incuriosire Zac. Rita capita per caso in prossimità del tridente, che si attiva da solo assorbendo tutta la sua energia. Accorgendosi che le sirene stanno cercando il tridente a scuola, Zac lo trasferisce in un magazzino: Evie nota il suo strano comportamento e l'atteggiamento delle ragazze inizia a insospettirla. Più tardi, Cam conduce accidentalmente le sirene al magazzino, dove inizia una battaglia per il possesso del tridente, che tuttavia si dimostra più forte delle sirene. Rita rivela poi alle ragazze che, se il tridente viene portato nella pozza della Luna durante il plenilunio, distruggerà il luogo, fonte del potere di tutte le sirene.
- Altri interpreti: Dominic Deutscher (Cam), Gemma Forsyth (Evie), Kerith Atkinson (Rita), Rowan Hills (David), Nick Wright (Joe), Laura Keneally (signora Blakely), Mitch Kennedy (professore di scienze)

## Ritorna Aquata
- Titolo originale: Aquata Returns
- Diretto da: Grant Brown
- Scritto da: Anthony Morris

Mentre nuota con il tridente, Zac si imbatte in una sirena mai vista prima: si tratta di Aquata, tornata a Mako con notizie sia buone che cattive: Sirena può tornare nella comunità, ma Lyla e Nixie sono ancora bandite. Vedendo l'amica riluttante a lasciarle, Lyla e Nixie insistono affinché vada. Intanto Zac, dopo essersi confrontato con Cam e avere sospettato che le tre sirene stiano chiamando rinforzi per fermarlo, scopre l'entrata sottomarina alla pozza della Luna e affronta le sirene per sapere quale collegamento ci sia con il tridente. Quando si rifiutano di dirglielo, le minaccia di conquistare il luogo. La mattina dopo, Sirena parte con Aquata, mentre Nixie e Lyla affrontano Zac a casa sua, venendo sopraffatte ancora una volta. Tuttavia, Sirena torna giusto in tempo per far cadere il tridente dalle mani di Zac: Lyla ne approfitta e nuota a nasconderlo in una cavità tra gli scogli. In seguito, Sirena decide di restare con le amiche e di non seguire sua sorella.
- Altri interpreti: Dominic Deutscher (Cam), Jenna Rosenow (Aquata), Kerith Atkinson (Rita), Rowan Hills (David)

## Le due Evie
- Titolo originale: Evie Times Two
- Diretto da: Grant Brown
- Scritto da: Max Dann

### Trama
Il gatto di Rita, Poseidone, diventa umano dopo aver camminato sopra alcuni prodotti chimici magici delle sirene, e si trasforma in un duplicato di Evie dopo essere entrato in contatto con lei, pur mantenendo la mente e gli istinti di un felino. David, venuto a casa di Rita per una consegna insieme ad Evie, confonde Poseidone con la ragazza e lo riporta con sé alla caffetteria, dove tutti notano il suo strano comportamento. Accortasi di quanto sia successo, Lyla aiuta Zac a tenere Evie e Poseidone separati. Nel frattempo, Nixie e Sirena cercano una cura nel laboratorio di Rita.
- Altri interpreti: Dominic Deutscher (Cam), Gemma Forsyth (Evie), Kerith Atkinson (Rita), Rowan Hills (David), Brooke Lee (Carly), Joe Davidson (surfista)

## La scelta di Zac
- Titolo originale: Zac's Choice
- Diretto da: Grant Brown
- Scritto da: Chris Roache

### Trama
Le ragazze cominciano ad imparare ad usare gli anelli lunari da Rita. Intanto, Zac e Cam setacciano la scogliera in cerca del tridente, e riescono a trovarlo mentre sopraggiunge Lyla. Zac e la sirena lottano per il possesso del tridente, ma una lampo di energia scaturito dall'oggetto fa svenire Lyla. Inorridito da ciò che ha fatto, il ragazzo aiuta Rita, Nixie e Sirena a guarire Lyla, mentre affida il tridente a Cam. L'oggetto si rivela essere l'unica cosa in grado di salvare Lyla, pertanto Zac lo porta alle sirene nonostante le accorate proteste di Cam. Dopo aver guarito Lyla, questa racconta a Zac del potere del tridente di distruggere la pozza della luna. Il ragazzo capisce quanto sia pericoloso e lo riporta a Mako, mettendo fine alla sua faida con le sirene. Nixie, però, non si fida del tutto di lui.
- Altri interpreti: Dominic Deutscher (Cam), Gemma Forsyth (Evie), Kerith Atkinson (Rita), Rowan Hills (David)

## Tra due mondi
- Titolo originale: Trust
- Diretto da: Grant Brown
- Scritto da: Anthony Morris

### Trama
Cam si infuria con Zac per aver rinunciato al tridente. Parlando con Rita, Zac le racconta di quanto sia difficile vivere una doppia vita e la donna lo invita ad unirsi alle lezioni di magia. Le ragazze gli dicono che deve rinunciare ai suoi poteri per far tornare a Mako la comunità delle sirene: vedendolo riluttante, Sirena e Lyla decidono di dargli più tempo per riflettere, consce di quanto sia importante la loro richiesta, mentre Nixie si rifiuta di fidarsi di lui e litiga con le amiche. Mentre Lyla istruisce Zac sull'oceano e le sirene, Cam protegge Nixie quando viene schizzata d'acqua in caffetteria. Le dice, inoltre, che vuole che Zac torni ad essere normale e si offre di aiutarla. Quando poi la tensione tra Nixie e Lyla sale poiché quest'ultima vorrebbe che Zac si unisse alla comunità delle sirene, Nixie se ne va, rifugiandosi da Cam, l'unica persona di cui riesca ancora a fidarsi.
- Altri interpreti: Dominic Deutscher (Cam), Gemma Forsyth (Evie), Kerith Atkinson (Rita), Rowan Hills (David), Brooke Lee (Carly)

## Il tradimento
- Titolo originale: Betrayed
- Diretto da: Grant Brown
- Scritto da: Mark Shirrefs

### Trama
Lo stress dovuto alla sua doppia vita costringe infine Zac a raccontare a Evie di essere un tritone. Rita e le ragazze cercano di consolarlo, dicendogli che, immergendosi nella pozza della luna durante il plenilunio, tornerà normale. Lyla suggerisce ancora una volta di farlo entrare nella loro comunità, ma alla fine accetta l'idea che farlo tornare umano sia la scelta migliore. Intanto, Cam mente a Nixie, raccontandole che Zac vuole riprendere il tridente e offrendosi di aiutarla a spostarlo in un luogo sicuro. Cam prende in prestito da Evie l'attrezzatura per le immersioni e le permette di andare con lui a Mako, cosicché possa scoprire il motivo dello strano comportamento di Zac. Sull'isola, Nixie apre la caverna usando uno degli anelli lunari di Rita. Cam recupera il tridente, ma il potere dell'anello si esaurisce e la porta si chiude, intrappolando Evie. Mentre Cam scappa, Zac, Lyla e Sirena arrivano a Mako, avendo scoperto il piano di Cam e Nixie. Sirena riapre il portale e Zac salva Evie. In seguito, lui e le ragazze rivelano le loro identità a Evie.
- Altri interpreti: Dominic Deutscher (Cam), Gemma Forsyth (Evie), Kerith Atkinson (Rita), Rowan Hills (David), Brooke Lee (Carly)

## All'ultimo istante
- Titolo originale: Decision Time
- Diretto da: Grant Brown
- Scritto da: Sam Carroll

### Trama
La Luna piena si avvicina e Zac si prepara a rinunciare ai suoi poteri, mentre le sirene organizzano il loro ritorno a Mako. Evie è arrabbiata con Zac per averle tenuto nascosto il suo segreto tanto a lungo, ma accetta di custodirlo fino al plenilunio. Tuttavia, Cam convince Evie che, se Zac entrerà nella pozza della luna, resterà un tritone per sempre, e la convince a tenerlo lontano dall'isola per poter realizzare il suo piano. Le ragazze capiscono che Cam progetta di diventare un tritone e governare Mako con il tridente, mentre Nixie si rende conto di aver mal riposto la sua fiducia vedendo che il manufatto non è più dove Cam l'aveva nascosto. Le sirene prendono gli anelli lunari di Rita e partono per Mako; anche Zac le raggiunge, avendo capito il piano di Cam. Insieme, il quartetto distrugge il tridente prima che Cam cada nella pozza della luna. Rita affida alle sirene gli anelli lunari per aver salvato Mako, mentre la comunità delle sirene non può tornare poiché Zac è ancora un tritone. Evie si riconcilia con le ragazze, che si regalano una nuotata con Zac.
- Altri interpreti: Dominic Deutscher (Cam), Gemma Forsyth (Evie), Kerith Atkinson (Rita), Rowan Hills (David), Brooke Lee (Carly)